# Spermacoce tenella
Spermacoce tenella är en måreväxtart som beskrevs av Carl Sigismund Kunth. Spermacoce tenella ingår i släktet Spermacoce och familjen måreväxter. Inga underarter finns listade i Catalogue of Life.